# Seznam finskih filozofov
Seznam finskih filozofov.

## A
- Erik Ahlman (1892-1852)

## H
- Pekka Himanen (*1973)
- Jaakko Hintikka (1929-2015)
- Matti Häyry (*1956)

## K
- Eino Kaila (1890-1958)
- Oiva Ketonen (1913-2000)

## N
- Ilkka Niiniluoto (*1946)

## S
- Esa Saarinen (*1953)
- Seppo Sajama (*1952)
- Johan Vilhelm Snellman (1806-1881)

## T
- Raimo Tuomela (*1940)

## W
- Edvard Westermarck (1862-1939)
- Georg Henrik von Wright (1916-2003)